# Order of Ethiopia
Order of Ethiopia (iBandla lamaTopiya) var en kyrkogemenskap inom den anglikanska kyrkan i Sydafrika (ACSA) bildad år 1900 av James Mata Dwane och andra avhoppare (M. Mpumlwane med flera) från African Methodist Episcopal Church (AMEC).
Brytningen skedde på grund av upplevd toppstyrning från USA samtidigt som frågetecken restes om huruvida AMEC stod i rätt apostolisk succession. Dwane skickades istället till Storbritannien för samtal med Church of England. Han fick till ett avtal om en femårig övergångsperiod med katekismträning och 1899 samlades de missnöjda i Queenstown (i nuvarande Östra Kapprovinsen) och bildade en ny "etiopisk" församling. 
ACSA krävde dock att den skulle ha överhöghet över Dwanes församlingar. En ny systerkyrka kunde det inte bli tal, endast en orden inom provinsen. År 1900 antogs sålunda namnet Order of Ethiopia. De som inte vill acceptera denna ordning bildade istället Ethiopian Catholic Church in Zion. 
Efter mångårig kamp fick orden rätt att utse egna biskopar. Den 8 maj 1983 vigdes Sigqibo Dwane, sonson till grundaren James Mata Dwane, till Order of Ethiopias förste biskop. Biskop Dwane lyckades till slut förhandla fram självständighet från ACSA och 1999 kunde därför Ethiopian Episcopal Church bildas.

## Ledare
- James Mata Dwane 1900-1916
- William Gcule 1916-1926
- Chalmers Dakada 1926-1928
- James Daniel Antoni 1928-1937
- Kayser G. Ngxhwana 1937-1956
- Elijah N. Sipoyo 1957-1960
- Solomon X. Dakada 1960-1970
- Ephraim M. Hopa 1970-1983